# Soulamea pelletieri
Soulamea pelletieri är en bittervedsväxtart som beskrevs av Jaffré & Fambart. Soulamea pelletieri ingår i släktet Soulamea och familjen bittervedsväxter. Inga underarter finns listade i Catalogue of Life.